# Wijken en buurten in Franekeradeel
De Nederlandse gemeente Franekeradeel is voor statistische doeleinden onderverdeeld in wijken en buurten. De gemeente is verdeeld in de volgende statistische wijken:
- Wijk 00 Franeker (CBS-wijkcode:007000)
- Wijk 01 Noord (CBS-wijkcode:007001)
- Wijk 02 Noordoost (CBS-wijkcode:007002)
- Wijk 03 Zuid (CBS-wijkcode:007003)
- Wijk 04 West (CBS-wijkcode:007004)
- Wijk 05 Franeker Zuidoost (CBS-wijkcode:007005)

Een statistische wijk kan bestaan uit meerdere buurten. Onderstaande tabel geeft de buurtindeling met kentallen volgens het Centraal Bureau voor de Statistiek (2008):
| CBS-buurtcode | Buurtnaam                                              | Inwonertal | Opp. totaal (ha) | Opp. land (ha) | Ligging                |
| ------------- | ------------------------------------------------------ | ---------- | ---------------- | -------------- | ---------------------- |
| BU00700000    | Franeker Binnenstad                                    | 1180       | 32               | 29             | Locatie in de gemeente |
| BU00700001    | Professorenbuurt                                       | 1000       | 33               | 32             | Locatie in de gemeente |
| BU00700002    | Stationsbuurt, Oostelijk en zuidelijk industrieterrein | 190        | 55               | 49             | Locatie in de gemeente |
| BU00700003    | Vliet, Tuinen en Frisia                                | 1060       | 41               | 30             | Locatie in de gemeente |
| BU00700004    | Kaatsersbuurt                                          | 750        | 16               | 16             | Locatie in de gemeente |
| BU00700005    | C. van Saarloosstraat en omgeving                      | 1150       | 38               | 36             | Locatie in de gemeente |
| BU00700006    | Hamburgerrak en Het Want                               | 1440       | 32               | 31             | Locatie in de gemeente |
| BU00700007    | Schalsumerplan en Arkens                               | 1390       | 137              | 135            | Locatie in de gemeente |
| BU00700008    | Watertoren, Bloemketerp en Zevenhuizen                 | 1210       | 76               | 70             | Locatie in de gemeente |
| BU00700009    | Verspreide huizen Franeker                             | 160        | 839              | 825            | Locatie in de gemeente |
| BU00700100    | Dongjum                                                | 320        | 20               | 20             | Locatie in de gemeente |
| BU00700101    | Firdgum                                                | 70         | 238              | 238            | Locatie in de gemeente |
| BU00700102    | Klooster-Lidlum                                        | 30         | 250              | 250            | Locatie in de gemeente |
| BU00700103    | Oosterbierum                                           | 490        | 51               | 51             | Locatie in de gemeente |
| BU00700104    | Tzummarum                                              | 1350       | 182              | 180            | Locatie in de gemeente |
| BU00700107    | Verspreide huizen Dongjum                              | 50         | 373              | 368            | Locatie in de gemeente |
| BU00700108    | Verspreide huizen Oosterbierum                         | 80         | 508              | 504            | Locatie in de gemeente |
| BU00700109    | Verspreide huizen Tzummarum                            | 160        | 971              | 963            | Locatie in de gemeente |
| BU00700200    | Boer                                                   | 50         | 208              | 205            | Locatie in de gemeente |
| BU00700201    | Peins                                                  | 200        | 25               | 24             | Locatie in de gemeente |
| BU00700202    | Ried                                                   | 400        | 37               | 36             | Locatie in de gemeente |
| BU00700203    | Schalsum                                               | 120        | 293              | 290            | Locatie in de gemeente |
| BU00700204    | Zweins                                                 | 100        | 207              | 203            | Locatie in de gemeente |
| BU00700208    | Verspreide huizen Peins                                | 70         | 424              | 421            | Locatie in de gemeente |
| BU00700209    | Verspreide huizen Ried                                 | 50         | 281              | 275            | Locatie in de gemeente |
| BU00700300    | Achlum                                                 | 560        | 40               | 39             | Locatie in de gemeente |
| BU00700301    | Hitzum                                                 | 200        | 31               | 30             | Locatie in de gemeente |
| BU00700302    | Tzum                                                   | 960        | 52               | 50             | Locatie in de gemeente |
| BU00700307    | Verspreide huizen Achlum                               | 100        | 757              | 752            | Locatie in de gemeente |
| BU00700308    | Verspreide huizen Hitzum                               | 40         | 384              | 380            | Locatie in de gemeente |
| BU00700309    | Verspreide huizen Tzum                                 | 240        | 1365             | 1358           | Locatie in de gemeente |
| BU00700400    | Herbaijum                                              | 240        | 43               | 42             | Locatie in de gemeente |
| BU00700401    | Pietersbierum                                          | 60         | 26               | 26             | Locatie in de gemeente |
| BU00700402    | Sexbierum                                              | 1520       | 87               | 87             | Locatie in de gemeente |
| BU00700407    | Verspreide huizen Herbaijum                            | 50         | 270              | 263            | Locatie in de gemeente |
| BU00700408    | Verspreide huizen Pietersbierum                        | 100        | 560              | 550            | Locatie in de gemeente |
| BU00700409    | Verspreide huizen Sexbierum                            | 210        | 970              | 960            | Locatie in de gemeente |
| BU00700500    | Sexbierumerplan                                        | 1300       | 28               | 27             | Locatie in de gemeente |
| BU00700501    | 't War, Witzens en Groot Lankum                        | 1730       | 98               | 97             | Locatie in de gemeente |
| BU00700502    | Franeker-Zuid                                          | 50         | 163              | 158            | Locatie in de gemeente |
| BU00700503    | Industriegebied West en bedrijventerrein Kie           | 110        | 183              | 173            | Locatie in de gemeente |